# Marc Seibold
Marc Seibold (* 14. September 1987) ist ein deutscher Journalist, Redakteur und Autor.

## Leben
Marc Seibold ist Redakteur und Autor beim Bayerischen Rundfunk (BR). Für das 2014 gestartete Unterhaltungsformat Das schaffst du nie!, welches zunächst eine Rubrik der Sendung Puls Reportage war, ist er zudem als Moderator und Spielleiter tätig. Seit 2017 hat das Format einen eigenen YouTube-Kanal für Funk, welcher mit teils mehreren Millionen Aufrufen pro Video das erfolgreichste Format des Bayerischen Rundfunks bei YouTube ist. In seiner Rolle als der fiese Redakteur denkt er sich Aufgaben für die Hosts Julia Nageler (ehemalige Host bis 2024: Ariane Alter) und Sebastian Meinberg aus, bestimmt das Setting und die Spielregeln. Bestehen die Hosts ihre Aufgaben, dürfen sie ihn im nächsten Video bestrafen, verlieren sie, bestraft er sie.
Zusammen mit Heike Schuffenhauer produzierte er 2017 die Doku This is Atomic Love, die auf dem Münchner DOK.fest Premiere feierte. Bei der Dokumentation Schnee von morgen (2015, Uli Köppen) arbeitete er als Kameramann mit. Beide Dokus entstanden beim BR.

## Fernsehauftritte
- 2014–2018: Puls (BR)
- 2015: Puls-Reportage (BR)
- seit 2014: Das schaffst du nie! (BR und YouTube)
- 2019: Verstehen Sie Spaß? (Das Erste)[10]
- 2020: Verstehen Sie Spaß? (Das Erste)[11]